# 拉则拉观察哨
拉则拉观察哨（藏語：ལབ་རྩེ་ལ།），简称拉则拉哨所，位于拉则拉山脊山顶拉则拉山口处，即印度称塔格拉山脊（英語：Thagla Ridge）山顶，南俯克节朗河，海拔4088米，是中国人民解放军在中印边界东段争议地区修建的前线观察哨，由西藏军区山南军分区边防某团八连驻守。“拉则拉”在藏语中意思是“神仙居住的山顶”，但拉则拉哨所地处三面绝壁之上，因此又被称作“绝壁哨所”。2019年8月，解放军修建了直达哨所的索道以便交通。